# Eugênio Vilhena de Morais
Eugênio Vilhena de Morais (Campanha, 2 de fevereiro de 1887 — Rio de Janeiro, 31 de outubro de 1981) foi um advogado, historiador e professor brasileiro.

## Biografia
Filho de José Gomes de Moraes e Eugenia Agusta de Vilhena de Moraes, Eugênio Vilhena de Morais, aos dez anos de idade, mudou-se para Nova Friburgo, onde concluiu seus estudos no Colégio Anchieta, bacharelando-se em ciências e letras em 1902. Iniciou o curso de direito, na Faculdade de Direito do Largo de São Francisco, na atual Universidade de São Paulo, concluindo-o na Faculdade Livre de Ciências Jurídicas e Sociais, hoje Universidade Federal do Rio de Janeiro, em 1907. Tornou-se professor do Colégio Santo Inácio, no Rio de Janeiro e da Escola Normal, atual Instituto de Educação, lecionando as disciplinas de latim, francês e história. Atuou ainda em diversos órgãos públicos como o Ministério da Educação e o Arquivo Nacional, onde foi diretor-geral de 1938 a 1958. Foi sócio efetivo do Instituto Histórico e Geográfico Brasileiro, eleito em 1921.

## Obras
- 1920: Pela Cartilha de Comitê. Questões pedagógicas
- 1921: Qual a influência dos jesuítas em nossas letras. Decaíram depois da saída dos discípulos de Santo Inácio de Loyola?
- 1926: O patriotismo e o clero no Brasil
- 1926: Segundo Centenário de nascimento de frei José de Santa Rita Durão
- 1927: Caxias e o Jornal do Commercio
- 1927: O gabinete Caxias e a Anistia aos Bispos na Questão Religiosa
- 1929: A Padroeira do Brasil
- 1933: O Duque de Ferro. Aspectos da figura de Caxias
- 1934: Caxias em São Paulo. A revolução de Sorocaba
- 1936: Caxias e a defesa nacional
- 1937: Três Figuras: o Frade Poeta, o Padre Voador, o Frade Preceptor
- 1937: Momentos Eucarísticos da Figura de Caxias
- 1941: Resenha Geral dos Trabalhos do Arquivo Nacional
- 1955: Bíblia de Guttenberg. Notícia ilustrada